# Submission of the Clergy
Submission of the Clergy var en engelsk reform som infördes 1534, och som var en del av reformationen i England. Den upphävde kyrkans separata rätt att stifta kyrkliga lagar och därmed kyrkan som separat rättssystem. 
Det var en reform genom vilken kyrkan i England gav upp sin rätt att införa religiösa lagar självständigt, utan monarkens tillstånd och godkännande. Reformen passerades först av Convocation of Canterbury 1532 och därefter av reformationsparlamentet 1534. Den fortsatte processen att lösgöra kyrkan i England från den katolska kyrkan. 